# Lois Duncan
Lois Duncan Steinmetz (* 28. April 1934 in Philadelphia, Pennsylvania; † 15. Juni 2016 bei Sarasota, Florida) war eine US-amerikanische Schriftstellerin, die insbesondere als Kinder- und Jugendbuchautorin bekannt wurde.

## Leben und Werk

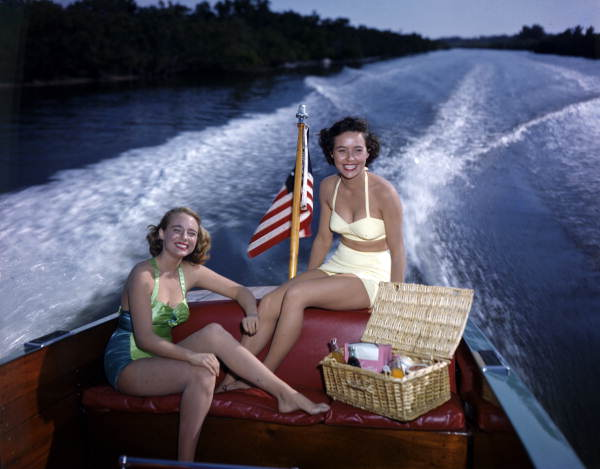
Lois Duncan (links) auf einem Motorboot, von ihrem Vater aufgenommen (1950)

Lois Duncan wuchs in Sarasota, Florida, als Tochter des bekannten Pressefotografen Joseph Janney Steinmetz auf. Sie soll schon im Alter von zehn Jahren Manuskripte für Magazine zu schreiben begonnen haben; bereits mit 13 Jahren verkaufte sie ihre erste Geschichte. Sie besuchte die Duke University von 1952 bis 1953, verließ sie und heiratete. Sie lebte sodann als Hausfrau. In dieser Zeit schrieb sie weiter an Werken und Magazinartikeln. Sie veröffentlichte mehr als 300 Artikel in Magazinen wie Ladies’ Home Journal, Redbook, McCall’s, Good Housekeeping und Reader’s Digest.
Duncan wurde vor allem durch ihre spannenden Jugendbücher bekannt, die sie seit den späten 1950er-Jahren regelmäßig veröffentlichte. „Lois Duncan gilt mit ihren in den 70er-Jahren erschienenen Romanen als erste Thriller-Autorin im Jugendbuch überhaupt“, schrieb ihre Verlagsgruppe Random House. Von ihren insgesamt über 50 Büchern wurden einige auch von Hollywood verfilmt. Das bekannteste Beispiel ist die Verfilmung ihres Jugendthrillers Ich weiß, was du letzten Sommer getan hast (1997) mit den zwei Fortsetzungen (Ich weiß noch immer, was du letzten Sommer getan hast, Ich werde immer wissen, was du letzten Sommer getan hast) sowie einer gleichnamigen Fernsehserie. Lois Duncan erklärte aber öffentlich, dass sie die Filme hasse, da die Macher aus ihrem nachdenklicher angelegten Buch einen brutalen Slasher-Film gemacht haben. 2009 wurde auch ihr Kinderbuch Das Hundehotel verfilmt.
Ihre erste Ehe, in der sie drei Kinder gebar, endete mit einer Scheidung. Duncan zog nach Albuquerque, New Mexico, um Journalismus an der University of New Mexico zu lehren, wo sie auch im Jahre 1977 ihren Bachelor im Fach Englisch erhielt. Im Jahre 1965 heiratete sie Don Arquette, mit dem sie bis zu ihrem Tod 2016 verheiratet blieb und noch zwei weitere Kinder bekam. Im Jahre 1989 wurde die jüngste Tochter der Schriftstellerin, Kaitlyn Arquette, in Albuquerque in ihrem Auto erschossen. In dem Buch Who Killed My Daughter? berichtet Duncan über die Fakten und Vermutungen zu dem ungeklärten Fall. 2013 veröffentlichte Duncan die Fortsetzung zu diesem Buch unter dem Titel One to the Wolves, in dem sie über den weiteren Verlauf ihrer Suche nach dem Mörder ihrer Tochter schrieb. Bis heute konnte der Fall jedoch nicht aufgeklärt werden.
Für ihre Verdienste in der Jugendliteratur erhielt sie 1992 den Margaret A. Edwards Award der American Library Association. 2015 wurde sie mit dem Edgar Allan Poe Award (Grand Masters Award) für ihr Lebenswerk ausgezeichnet.

## Werke
Die Werke von Duncan in chronologischer Reihenfolge:
- Love Song of Joyce (1957)
- Debutante Hill (1957)
- A Promise of Joyce (1958)
- A Littlest One in the Family (1959) – Bilderbuch
- The Middle Sister (1960)
- Silly Mother (1962) – Bilderbuch
- Game of Danger (1962)
- Giving Away Suzanne (1962) – Bilderbuch
- Season of the Two-Heart (1965)
- Point of Violence (1966)
- Ransom (1966); verfilmt: Held for Ransom (dt. Kidnapped – Tödlicher Sumpf)
- They Never Come Home (1968)
- Major Andre, Brave Enemy (1968)
- Peggy (1970) – Historische Novelle
- Hotel for Dogs (1971) – Kinderbuch
- A Gift of Magic (1971)
- Ich weiß, was du letzten Sommer getan hast, originaler Titel: I Know What You Did Last Summer (1973)
- When the Bough Breaks (1974)
- Down a Dark Hall (1974)
- Summer of Fear (1976)
- Killing Mr. Griffin (1978)
- How to Write and Sell Your Personal Experiences (1979) – Sachliteratur
- Daughters of Eve (1979)
- Stranger with My Face (1981)
- Chapters: My Growth as a Writer (1982) – Autobiographie
- The Terrible Tales of Happy Days School (1983) – Bilderbuch
- From Spring to Spring (1983) – Bilderbuch
- The Third Eye (1984)
- Horses of Dreamland (1985) – Bilderbuch
- Locked in Time (1985)
- The Twisted Window (1987)
- Wonder Kid Meets the Evil Lunch Snatcher (1988) – Kinderbuch
- Songs from Dreamland (1988) – Bilderbuch/musikalische CD (Lieder von Duncans Tochter, Robin Arquette Burkin)
- The Birthday Moon (1989) – Bilderbuch
- Wo Dich niemand kennt (originaler Titel: Don’t Look Behind You) – (1989)
- Who Killed My Daughter? (1992) – Sachliteratur
- The Circus Comes Home (1993) – Bilderbuch mit Fotografien von Duncans Vater, Joseph Steinmetz
- Psychic Connections (1995) – Sachliteratur
- The Magic of Spider Woman (1996) – Bilderbuch
- Night Terrors (1996) – Anthologie
- Gallows Hill (1997)
- Ich weiß noch immer, was du letzten Sommer getan hast (originaler Titel: I Still Know What You Did Last Summer) – (1998)
- Trapped! (1998) – Anthologie
- The Longest Hair in the World (1999) – Bilderbuch
- I Walk at Night (2000) – Bilderbuch
- On the Edge (2000) – Anthologie
- Song of the Circus (2002) – Bilderbuch
- Ich werde immer wissen, was du letzten Sommer getan hast (originaler Titel: I’ll Always Know What You Did Last Summer) – (2006)
- Monkeys Are A Myth (2007) – Sachliteratur
- News for Dogs (2009) – Kinderbuch
- Movie for Dogs (2010) – Kinderbuch
- One to the Wolves (2013) – Sachliteratur